# Braunia diaphana
Braunia diaphana là một loài Rêu trong họ Hedwigiaceae. Loài này được (Müll. Hal.) A. Jaeger mô tả khoa học đầu tiên năm 1876.